# 凯苏瓦
凯苏瓦（法語：Quessoy，法語發音：[kɛswa]）是法国阿摩尔滨海省的一个市镇，位于该省中东部，属于圣布里厄区。

## 地理
凯苏瓦（48°25'16"N, 2°39'30"W）面积29.23 平方千米，位于法国布列塔尼大區阿摩尔滨海省，该省份为法国西北部沿海省份，位于布列塔尼半岛北部，北濒大西洋英吉利海峡，西接菲尼斯泰尔省，南至莫尔比昂省，东临伊勒-维莱讷省。
与凯苏瓦接壤的市镇（或旧市镇、城区）包括：布雷昂、埃农、普莱德朗、波姆雷、伊菲尼亚克、朗巴勒阿摩尔。
凯苏瓦的时区为UTC+01:00、UTC+02:00（夏令时）。

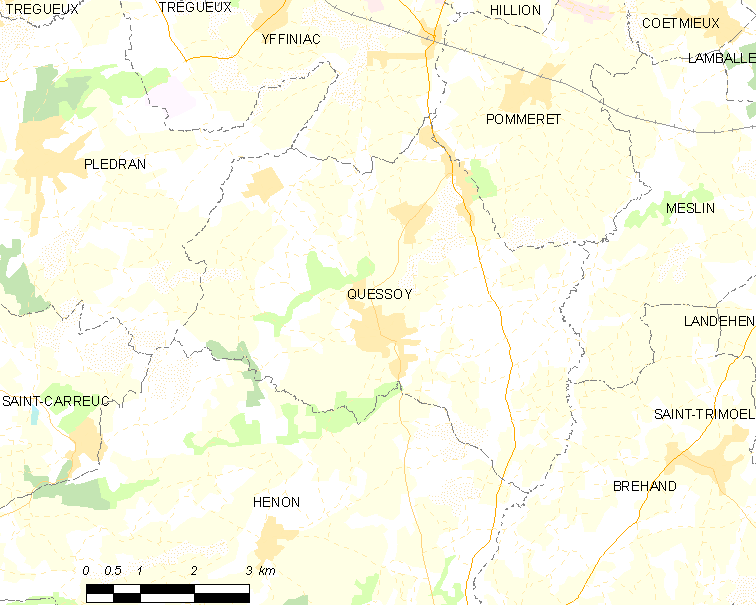
凯苏瓦的OSM定位图

## 行政
凯苏瓦的邮政编码为22120，INSEE市镇编码为22258。

## 政治
凯苏瓦所属的省级选区为普兰泰勒县。

## 交通
阿摩尔滨海省省道D1线、D28线和D81线在镇中心交汇，D765线经过境内东部。

## 人口

1962-2008年间凯苏瓦人口变化图示

凯苏瓦于2022年1月1日时的人口数量为3930人。